# Yuiko Konno
Yuiko Konno (金野 結子, Konno Yuiko), née le 10 octobre 1980, est une joueuse internationale de football japonaise.

## Biographie
Le 11 mai 2010, elle fait ses débuts dans l'équipe nationale japonaise contre l'équipe du Mexique.

## Statistiques
Le tableau ci-dessous présente les statistiques de Yuiko Konno en équipe nationale
| Équipe du Japon | Équipe du Japon | Équipe du Japon |
| Année           | Matchs          | Buts            |
| --------------- | --------------- | --------------- |
| 2010            | 1               | 0               |
| Total           | 1               | 0               |